# Condensado fermiônico

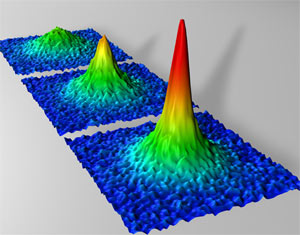
Imagens de absorção após a expansão livre de um gás de férmions em forte interação: as temperaturas mais baixas, observa-se uma característica de um pico de Bose-Einstein.

Um condensado fermiônico é uma fase da matéria formada por partículas fermiônicas que se comportam como superfluidas a baixas temperaturas. Esta fase está intimamente relacionada ao condensado de Bose-Einstein, cujas semelhanças nas condições e respostas deixam bem clara esta co-relação, tendo como diferença, no condensado fermiônica são formadas usando férmions e no condensado de Bose-Einstein são formadas usando bósons.

## História
A descoberta do condensado de Bose-Einstein, que rendeu o Prêmio Nobel de Física de 2001 a Eric Cornell e Carl Wieman, abriu o caminho para materialização do condensado fermiônico. Objetivo tanto do condensado de Bose-Einstein como condensado fermiônico é fazer com que milhares de partículas ultrafrias ocupem um único estado quântico, ou seja, todos os átomos se comportam como se fossem um único e gigantesco átomo.
Por definição, nenhum férmion pode estar exatamente no mesmo estado quântico que outro férmion. Consequentemente, para um físico, mesmo o termo "condensado fermiônico" é um paradoxo. Por décadas, os físicos tentaram afirmar uma co-relação, obter resultados semelhantes tanto na supercondutividade e esta nova fase da matéria, utilizando tanto férmions como bósons. A supercondutividade depende da intensidade da "interação emparelhada" entre seus elétrons, a temperatura mais acessível para que ocorresse foi de 138 K.
O primeiro condensado fermiônico foi criado por uma equipe liderada por Deborah S. Jin em 2003, cuja experiência consistiu em fazer um gás com 500 000 átomos de potássio, aproximadamente, ser resfriado a próximo do zero absoluto de temperatura e em seguida submetê-los a um campo magnético, para que se emparelhassem, de forma semelhante aos pares de elétrons que produzem a supercondutividade. A equipe detectou o emparelhamento e verificou a formação do condensado fermiônico pela primeira vez no dia 16 de dezembro de 2003.